# Minorita templom (Miskolc)
A miskolci Nagyboldogasszony-templom vagy minorita templom a város legjelentősebb temploma, a Hősök tere meghatározó épülete, amely 1729 és 1760 között épült barokk stílusban. Bal oldalán áll az egykori minorita rendház, a mai Kelemen Didák Fiúkollégium, jobb oldalán a Földes Ferenc Gimnázium.

## Története
A területen már a 15. században állt Szűz Mária tiszteletének szentelt gótikus plébániatemplom, ami a török hódoltság idején pusztult el. Az új templom és rendház alapítója Kelemen Didák (1683–1744) minorita tartományfőnök volt, aki sikerrel kért templomépítési engedélyt III. Károlytól, és meg tudta nyerni Károlyi Sándor grófot és Erdődy Gábor Antal egri érseket az építkezés támogatójának. A munkálatok 1729-ben, ünnepélyes alapkőletétellel kezdődtek. A tervező és építő Giovanni Battista Carlone egri építész volt. 1735-re elkészült a szentély és az alatta lévő kripta, 1736-ban Erdődy Gábor – ideiglenesen – felszentelte a főoltárt. A templomépület, a két torony egy részének és a kápolna építésével 1743-ra készültek el. Ugyanebben az évben kezdték el a kolostor északi szárnyának az építését, amit rövidesen a déli szárnyban lévő iskola és az összekötő egység követett. A kereszteket 1751-ben helyezték el a torony tetején, a teljes készültséget 1760 körül érték el. Páter Kelemen Didák ezt már nem érte meg, 1744. április 28-án elhunyt, és az általa megálmodott templom kriptájában temették el.
Az 1843. évi nagy miskolci tűzvész során súlyos károkat szenvedett a templom, leégett a tető, beszakadt a boltozat, még a harangok is megolvadtak, viszont a berendezés nagy része megmenekült a tűztől. Elsőnek a rendházat, majd a tornyokat állították helyre, és 1845-re készültek el a helyreállítási munkálatokkal – az eredeti Carlone-féle tervek szerint. 1867-ben lett kész a főoltár, 1880-ban pedig négy oltárt állítottak fel (Szűz Mária, Szent József, Szent István, Szent László). 1950. június 17. éjszakáján a rendházból elhurcolták az ott lakó atyákat, novíciusokat és diákokat, összesen tíz embert (erről 1999-ben elhelyezett emléktábla emlékezik meg). A templom 1982 óta önálló plébániaként működik (Miskolc-Újvárosi Nagyboldogasszony Plébánia). 1998-tól a minoriták szegénykonyhát működtetnek.

## A templom
Külsejét tekintve a templom kéttornyos, homlokzatát dór, ión oszlopok és lizénák osztják három függőleges szakaszra, vízszintes párkányai pedig két szintre és oromzatra. A szimbolikus domborművekkel díszített, timpanonos főbejáratának 2001-ben készült bronzkapujához háromkaréjos, hajlított korlátú előlépcsőzet vezet. Ennek két oldalán, szoborfülkékben állnak balról Assisi Szent Klára, jobbról pedig Szent Erzsébet erőteljes és mozgalmas barokk szobrai. Az emeleti ablak két oldalán, hasonló módon két szent szobrát helyezték el: Assisi Szent Ferenc és Páduai Szent Antal alakját. Valamennyi 1779-ben került a helyére. Az attika magas középrészén aranyozott fém napmotívum, szoborfülkéjében Immaculata-szobor, a közrefogó volutákon imádkozó angyalfigurák, szélein egy-egy díszváza található. A lant- és félköríves ablakokkal áttört tornyokat erősen tagozott órapárkány zárja le, felettük párnatagos laternás sisak emelkedik, tetejükön latin kereszttel. A templom bejáratának két oldalán a dór lizénákon bronz emléktáblák vannak.
A templomépület 60 méter hosszú, a főhajó szélessége 12 méter, a két torony magassága 56 méter. Toronyórái 1995-ben készültek, de már korábban is volt óra a templomon. A főhajó boltívének magassága 16 méter, amelynek két oldalán három-három, 6×6 méteres kápolna helyezkedik el.

## A templom belső tere
A templombelső háromhajós, ötboltszakaszos, négy csehsüvegboltozattal fedett. A hajók két oldalán kápolnasorok helyezkednek el; a keleti oldalon négy, a nyugati oldalon három (a negyedik helyén van a rendházba vezető átjáró). A jobb oldali oldalkápolnában klasszicista Szentháromság-oltárt, vele szemben a másik oldalon Szentkereszt-oltárt, a következő oldalkápolnákban barokk Szent Ferenc és Szent Antal oltárait, a harmadik kápolnapárban Szent József és szemben Szent Erzsébet barokk oltárát helyezték el. A sekrestye paramentumszekrényét Temporovics Zakariás asztalos készítette 1750 körül. Az orgonakarzatot két toszkán pillér tartja. A gazdag plasztikajú, díszítésű orgonát Lőcsén készítették 1744-ben. A templom másik orgonája Szalay Lajos orgonaművész terve alapján készült Pécsett, de 1950 óta még nem fejezték be. Padjait, a szószéket és a sekrestye berendezését 1740 és 1748 között a sajóládi pálosok műhelyében készítették. A főhajó mennyezetét és a szentély boltozatát freskók díszítik, Mária életéből vett jelenetek, Takács István alkotásai (1958 és 1966 között készültek). Szepessi Ignác egri kanonok állíttatott új főoltárt a régi helyén 1818–1819-ben. Ez már nem barokk, hanem klasszicista stílusú. A páros korinthoszi oszlopokkal közrefogott főoltár képét Sajósy Alajos készítette 1867-ben, amely Mária mennybemenetelét ábrázolja. A szobrászmunka Eintzerhoffer Ignác munkája. A bronz tabernákulum-ajtót Tomcsik János ötvös készítette. A templom gyönyörűen faragott szószéke a hajó egyik pillérpárján függ, kosarán a Magvető és a Jó pásztor domborművével, és négy evangelista színes festésű ülő alakjával. A baldachinos hangvetőjét két lebegő angyal támasztja alá. Hátoldalán a minoriták címerével. 2000-ben készült el a templom ún. millenniumi kapuja, Tóth Sándor alkotása. A templom üvegablakai 1904-ben készültek, alkotójuk Palka József. A kivételesen szép padokat Stöcherle József eperjesi minorita asztalos faragta Epejesen, a 18. században.

## A templom harangjai
A templomnak két harangja van. A jobb oldali (keleti) toronyban van a 2000 kg súlyú, 150 cm átmérőjű, H0 hangú Gábor-harang, amelyet 1847-ben öntöttek Hilzer Ignác bécsújhelyi műhelyében. A bal oldali (nyugati) toronyban pedig a Páduai Szent Antal nevét viselő, 150 kg-os, 62,5 cm átmérővel rendelkező, e2 hangú lélekharang. Ezt Szlezák László öntötte 1936-ban, Budapesten. Ugyanitt itt készült a nyugati torony másik három harangja is, melyeket lefoglaltak a második világháborúban. 959, 587 és 284 kg-osak voltak, disz1, fisz1 és aisz1 hangon szóltak. Újjáöntésük tervben van.

## Képek

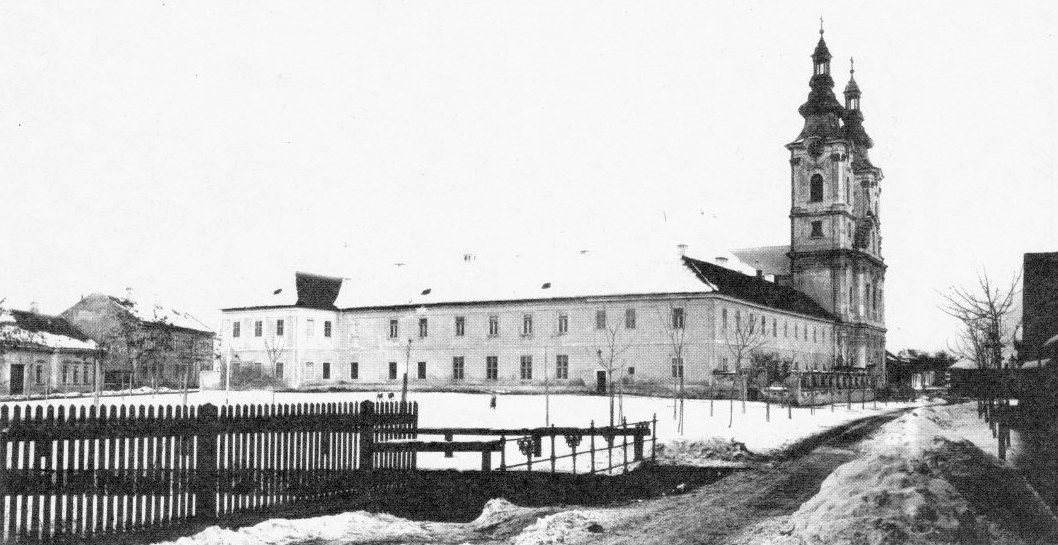
A templom és a rendház 1879-ben
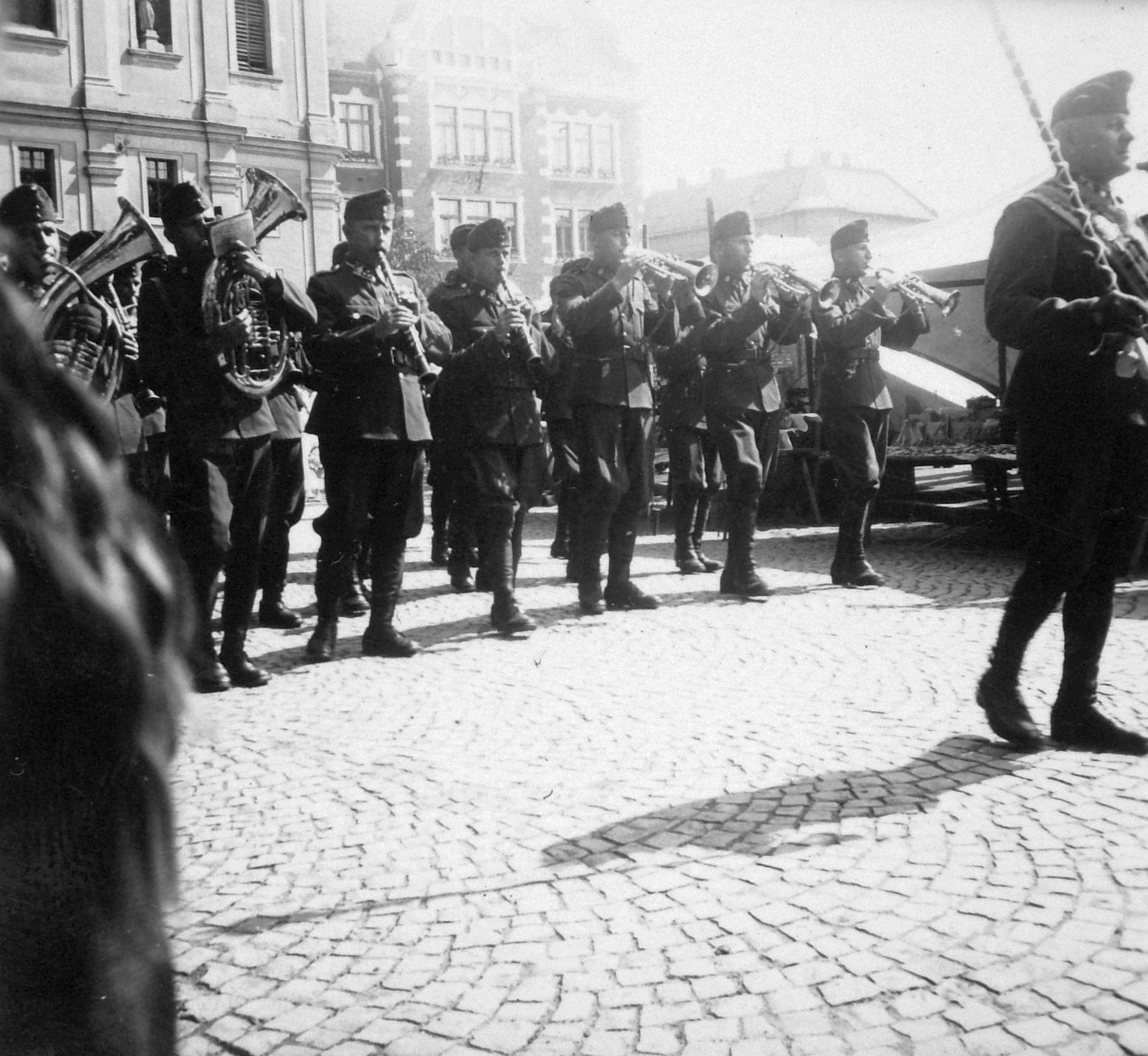
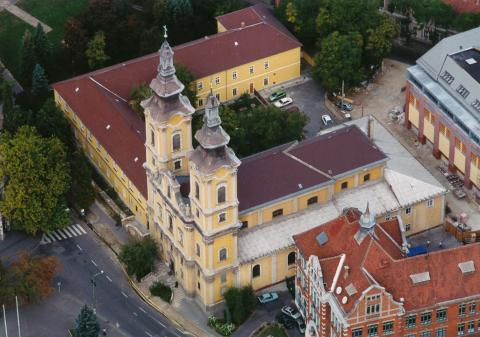
A templom és a rendház légi felvételen
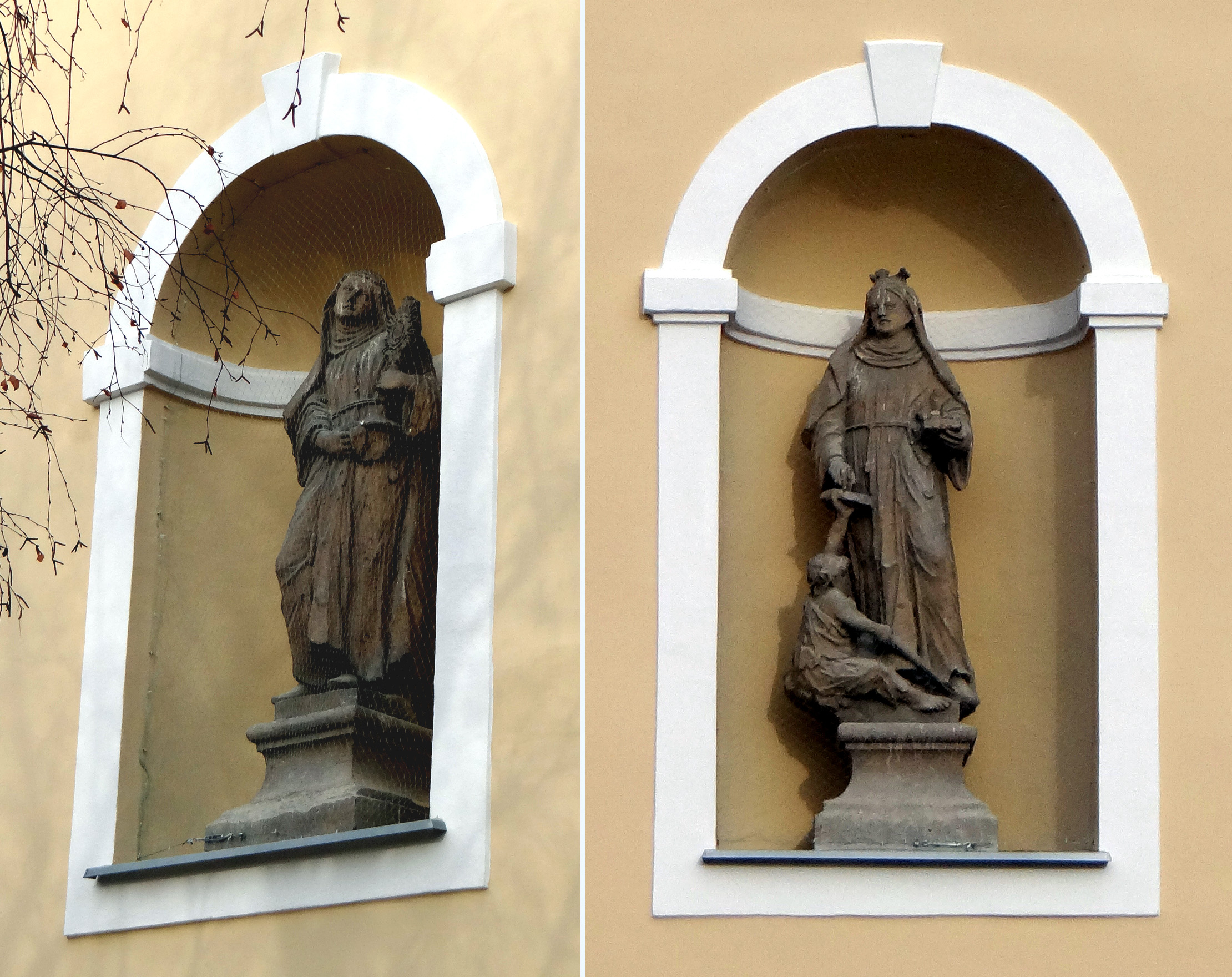
Assisi Szent Klára és Szent Erzsébet szobra a homlokzaton
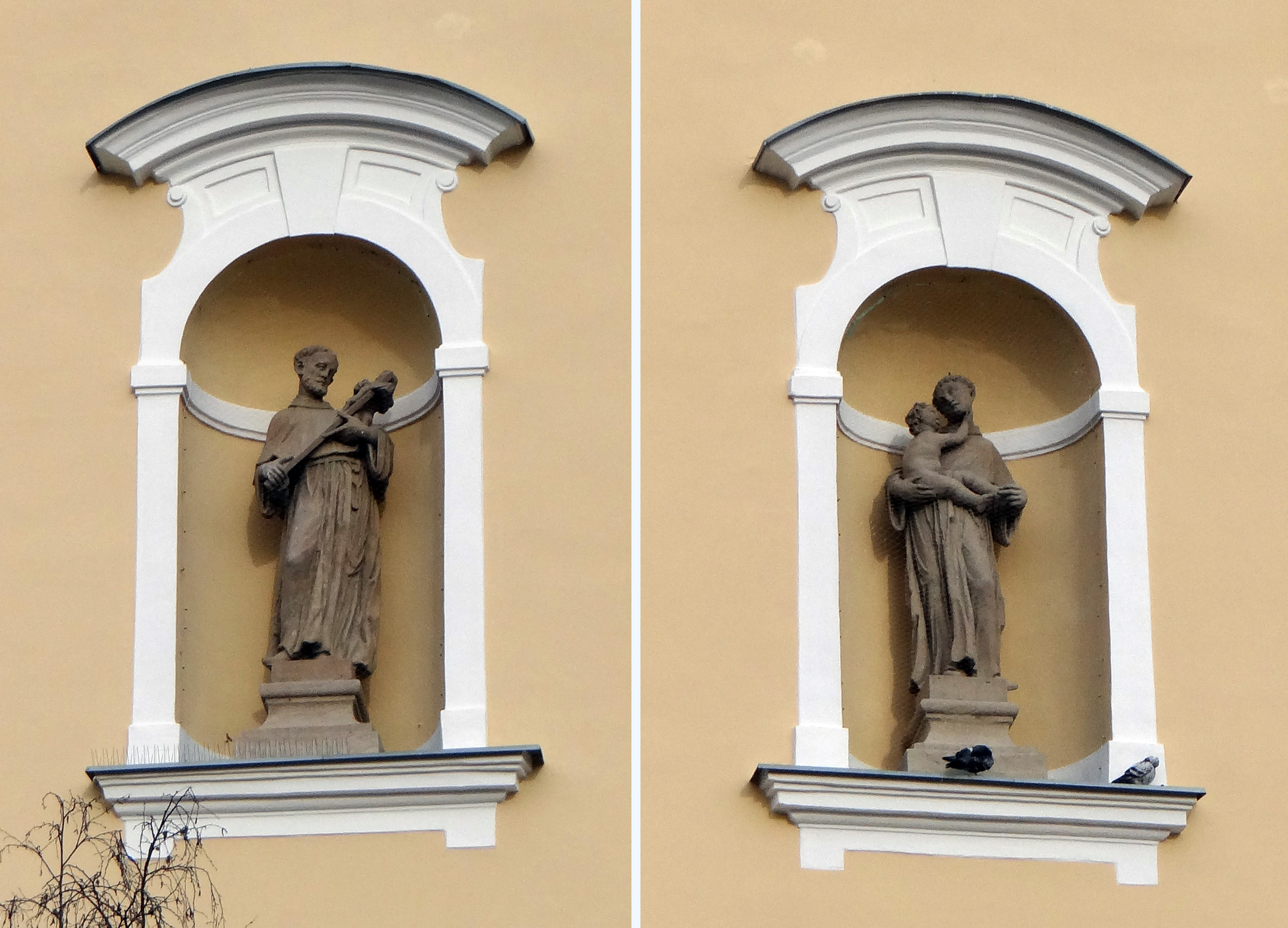
Assisi Szent Ferenc és Páduai Szent Antal szobra
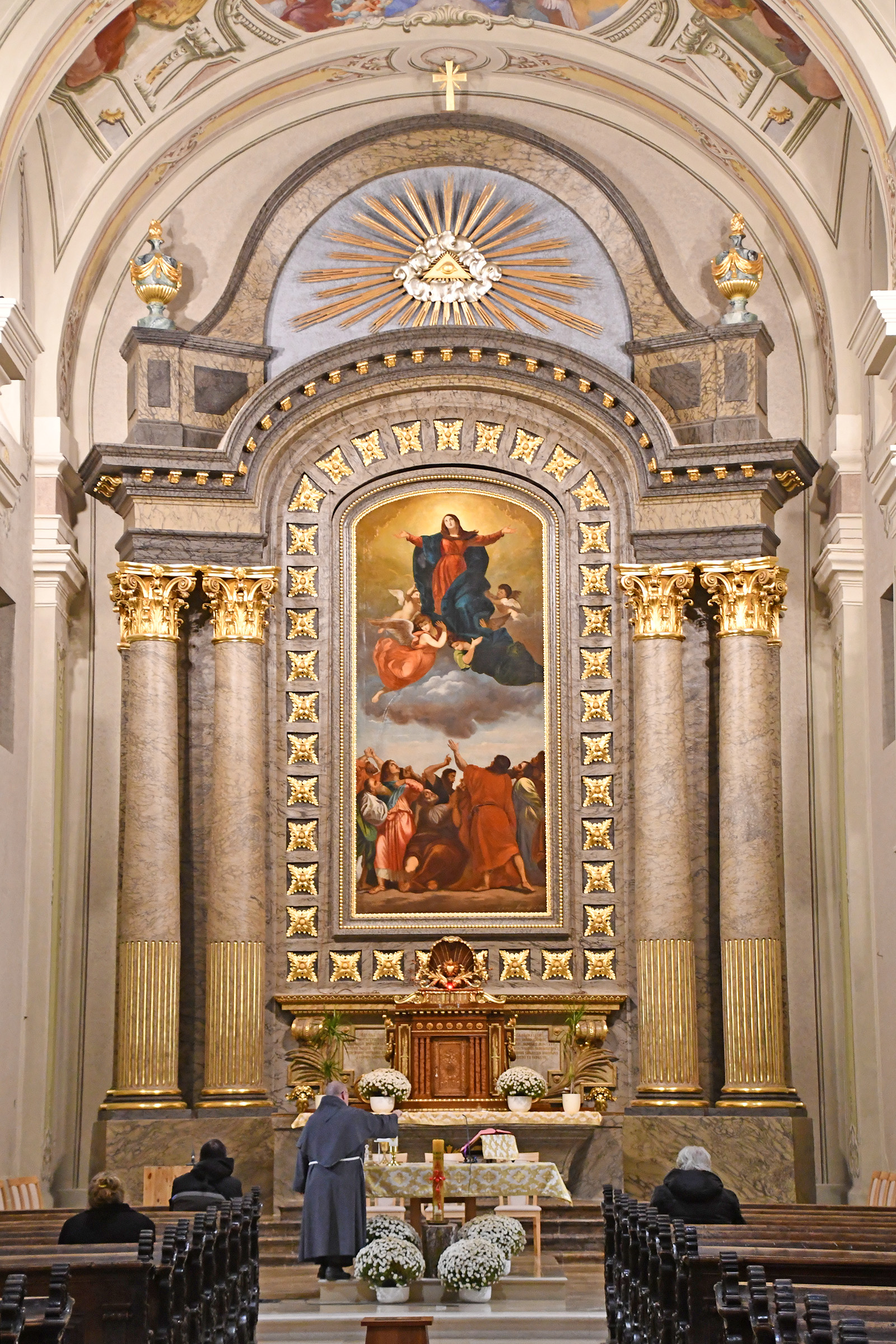
A templom főoltára
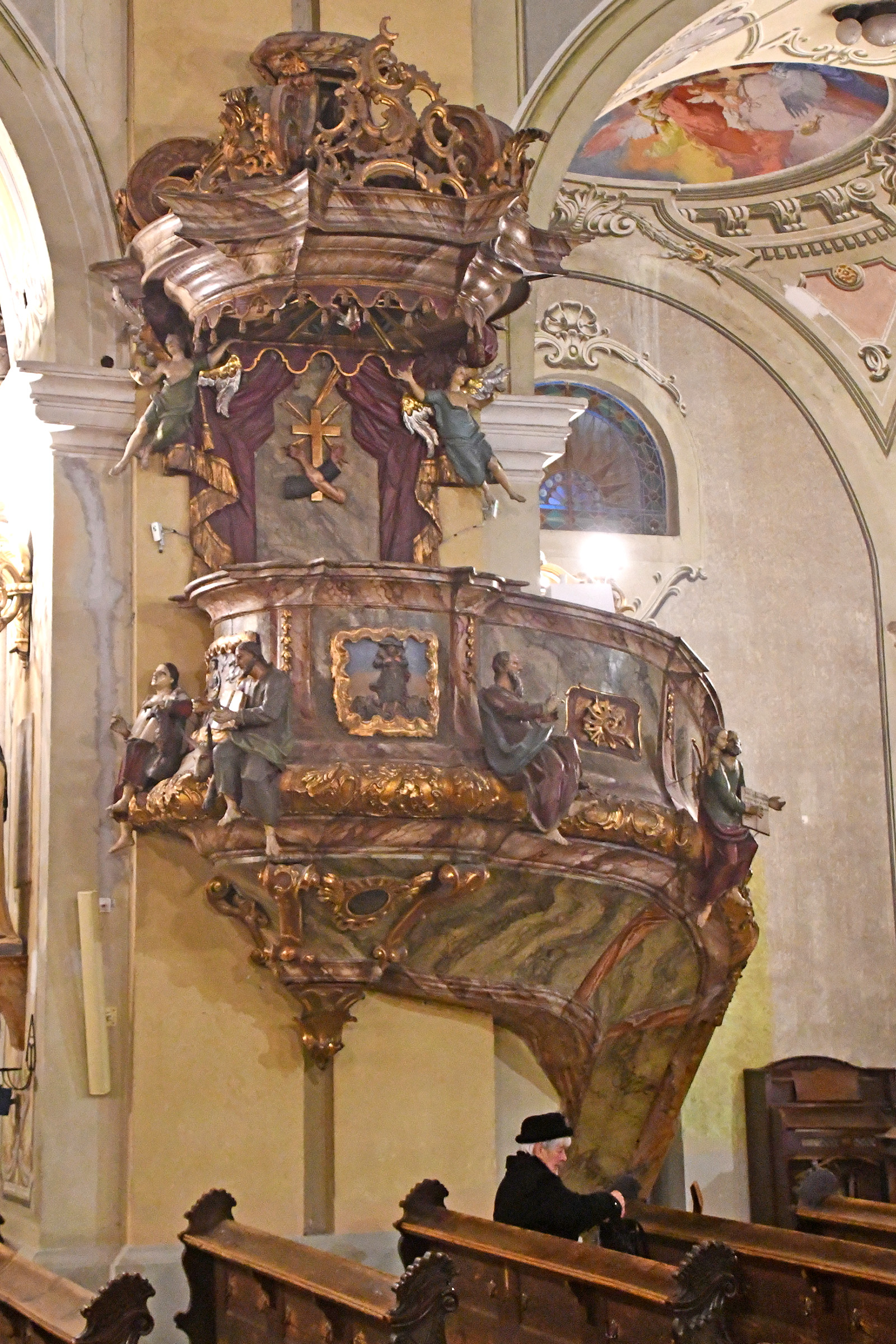
Szószék a templomban
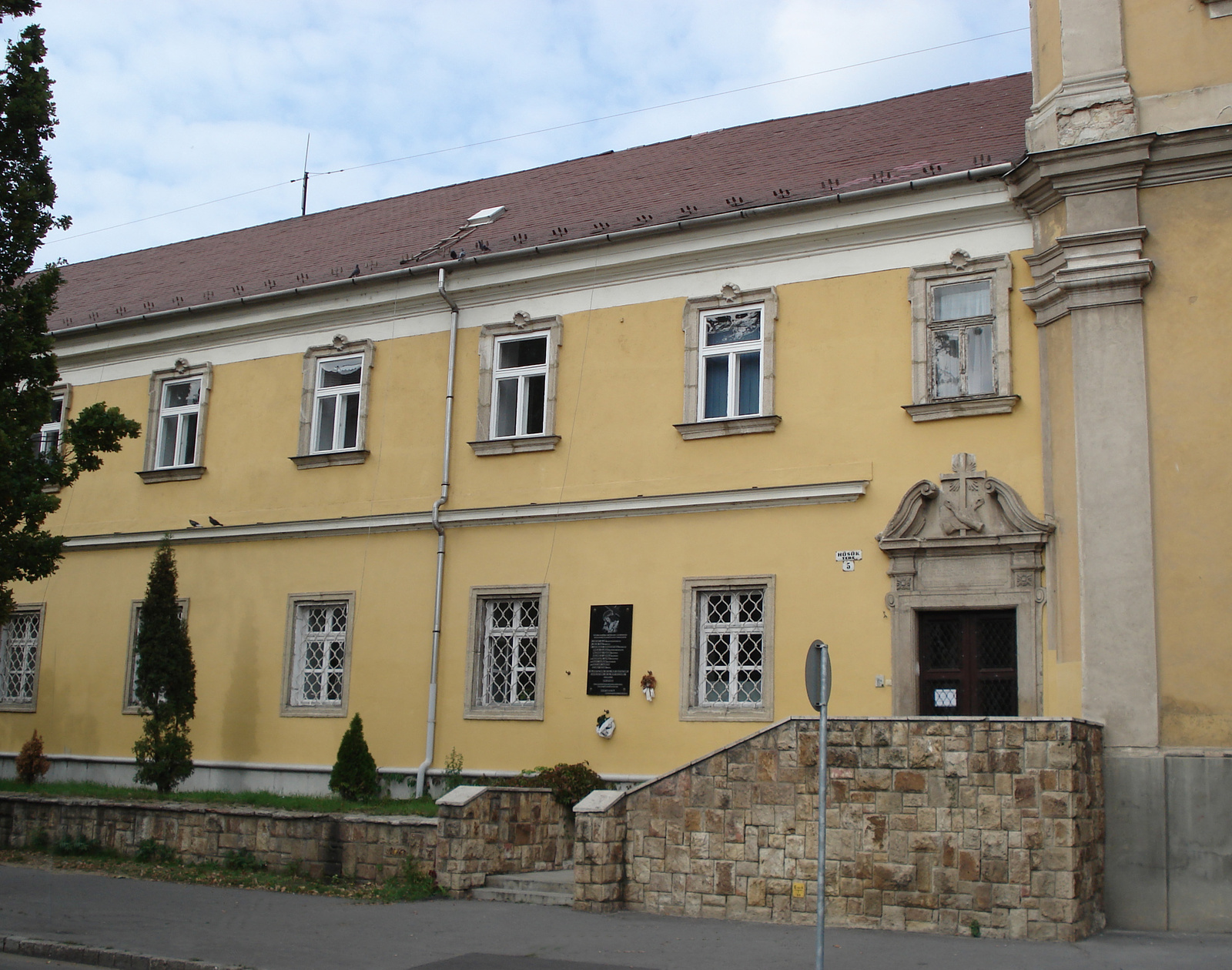
A Minorita rendház épülete
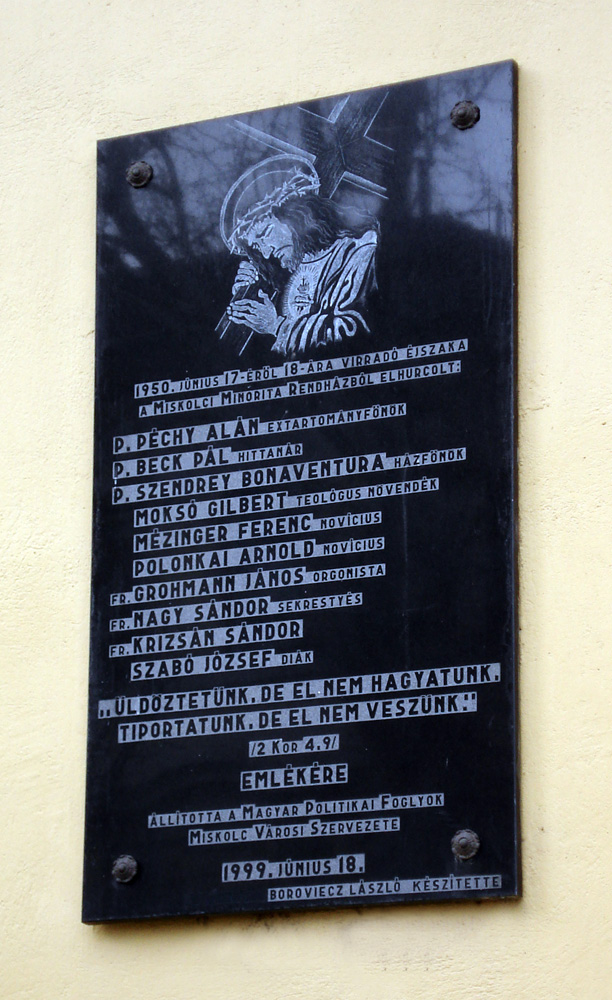
Emléktábla a rendház falán
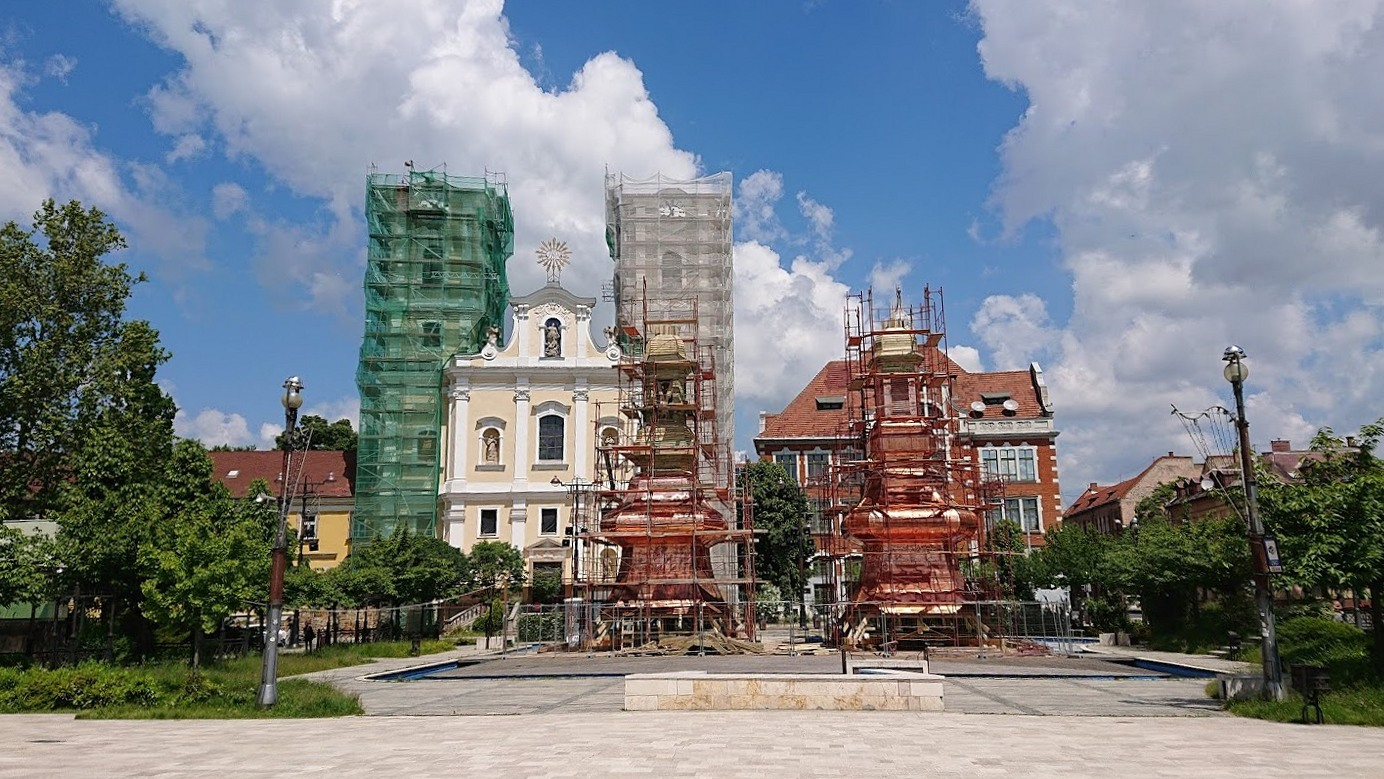
A templom toronysisakjának rekonstrukciója 2021-ben